# Christians Sogn (København)
 For alternative betydninger, se Christians Sogn. (Se også artikler, som begynder med Christians Sogn)
Christians Sogn er et sogn i Amagerbro Provsti (Københavns Stift). Sognet ligger i Københavns Kommune; indtil Kommunalreformen i 1970 lå det i Sokkelund Herred (Københavns Amt). I Christians Sogn ligger Christians Kirke.
Sognet udskiltes i 1901 fra Vor Frelsers Sogn.
I Christians Sogn findes flg. autoriserede stednavne:
- Christianshavn (bebyggelse)